# Jean-Vincent-Yves Degland
Pour les articles homonymes, voir Degland.
Jean-Vincent-Yves Degland (20 janvier 1773, Rennes, paroisse de Saint-Étienne - 19 février 1841, Rennes, rue Saint-Melaine) est un médecin, biologiste et mathématicien, fondateur du cours de botanique de la ville de Rennes.

## Biographie
Il étudie au collège Saint-Thomas de Rennes. En 1800, il devient docteur en médecine à Montpellier. En 1803, il est nommé professeur de mathématiques et d'histoire naturelle au lycée de Rouen, où il enseigne jusqu'en 1806. Il succède en 1808, au professeur Jean Danthon à la direction du jardin botanique du Thabor.
La ruelle Degland située près du Thabor à Rennes porte son nom.

## Ouvrages
- Examen de cette question : la sève circule-t-elle dans les plantes à l'instar du sang dans certaines classes d'animaux, Montpellier, in-4o, 25 prairial an VIII [14 juin 1800].
- Hortus Rhedonensis, herbier d’environ 5 500 planches.